# Richard Strachan, VI baronetto
Sir Richard John Strachan di Thornton, VI baronetto (Devon, 27 ottobre 1760 – Londra, 3 febbraio 1828), è stato un ammiraglio britannico.

## Biografia

### I primi anni
Richard Strachan, VI baronetto nacque a Devon il 27 ottobre 1760, figlio primogenito del tenente Patrick Strachan e di una delle figlie del capitano Pitman della Royal Navy. Suo zio era Sir John Strachan, V baronetto.  Strachan entrò nella Royal Navy nel 1772 all'età di 12 anni, servendo dapprima a bordo della HMS Intrepid. Salpò con questa nave nelle Indie Orientali prima di spostarsi a bordo della HMS Orford, allora sotto il comando di suo zio. Servì in diverse navi nel Nord America tra cui la HMS Preston al comando del commodoro William Hotham, e poi sulla HMS Eagle, l'ammiraglia di Lord Howe.
Strachan si portò quindi in servizio della HMS Actaeon al largo delle coste dell'Africa, e poi nelle Indie Occidentali. Alla morte di suo zio il 26 dicembre 1777, gli succedette al titolo di baronetto. Promosso al rango di tenente il 5 aprile 1779, venne nominato ufficiale della HMS Hero all'inizio del 1781, sotto il comando del capitano James Hawker. A bordo della Hero, Strachan era parte dello squadrone del commodoro George Johnstone e presenziò alla Battaglia di Porto Praya contro Pierre André de Suffren de Saint Tropez il 16 aprile 1781. Dopo questa azione, la Hero venne spostata nelle Indie Orientali dove cambiò nave, trasferendosi dapprima a bordo della HMS Magnanime e poi a bordo della HMS Superb. Mentre era a bordo della Superb Strachan presenziò alle prime quattro azioni belliche che ebbero luogo tra Sir Edward Hughes e de Suffren nella Battaglia di Sadras, il 17 febbraio 1782.

### I primi comandi
Essendosi distinto, Strachan venne promosso da Hughes nel gennaio del 1783 al comando del cutter HMS Lizard e poi il 26 aprile 1783 venne promosso al rango di capitano a bordo della fregata HMS Naiad. Nel 1787 Strachan venne nominato al comando della HMS Vestal con la quale salpò nella primavera del 1788 per la Cina, trasportandovi l'ambasciatore Charles Alan Cathcart. Cathcart morì durante la traversata, quando la Vestal stava passando lo stretto di Banca, e pertanto la nave fece ritorno in Inghilterra. Strachan e la Vestal vennero destinati alle Indie Orientali e si riunirono allo squadrone al comando del commodoro William Cornwallis. Al suo arrivo, Strachan venne riassegnato alla HMS Phoenix. Nel novembre del 1791 si dedicò alla caccia alla fregata francese Résolue che era intenta a portare rifornimenti militari a Tippu Sultan. La Résolue resistette alla Phoenix ma dopo breve scontro la Résolue decise di ammainare la bandiera. Il capitano francese insistette nel considerare la sua nave come ostaggio degli inglesi, al punto che Cornwallis ordinò a Strachan di ricondurla a Mahé e di restituirla al commodoro francese.

### Lungo la costa francese
Strachan fece ritorno in Inghilterra nel 1793 e venne nominato al comando della fregata HMS Concorde che nella primavera del 1794 ottenne di controllare l'area di Brest, al comando di Sir John Borlase Warren. Lo squadrone si scontrò con uno squadrone nemico di quattro fregate francesi il 23 aprile 1794 e riuscì a catturarne quattro. Strachan e la Concorde riuscirono a catturarne una, la fregata L'Engageante. Strachan venne nominato quindi al comando della HMS Melampus (42 cannoni) che venne unita nell'estate al grosso della flotta britannica. Nella primavera del 1795 Strachan ottenne il comando di uno squadrone di cinque fregate col compito di battere le coste della Normandia e della Bretagna. Durante quest'operazione riuscì a catturare o distruggere un gran numero di navi francesi, molte delle quali trasportavano rifornimenti militari per altre navi da guerra. Il 9 maggio 1795, catturò la Crache-feu, un vascello francese.

#### Il comando dellaDiamonde dellaCaptain
Nel 1796 Strachan venne nominato al comandodella HMS Diamond dopo che il suo precedente capitano, Sir Sidney Smith, era stato catturato in una spedizione esterna. Il 31 dicembre 1796, Strachan catturò il bricco francese Amaranthe (12 cannoni), che la Royal Navy prese in servizio col nome di HMS Amaranthe.
Strachan comandò la Diamond sino al 1799, quando prese il comando della HMS Captain (74 cannoni). Prese parte al pattugliamento delle coste francesi come parte di uno squadrone più grande, ma talvolta anche solo. Il 5 novembre 1800 si portò ad assistere la HMS Marlborough che aveva colpito le rocce presso l'Isola di Rouat nel corso della notte precedente. Le scialuppe della Captain furono in grado di recuperare tutta la ciurma e gli ufficiali della Marlborough.
Sul finire del mese, il 17 novembre, la Captain inseguì un convoglio francese verso il Passaggio di Teignouse tra Quiberon e l'Ile de Houat, e tentò di impedire a queste navi di giungere al Golfo di Morbihan. Malgrado gli sforzi, il convoglio raggiunse il porto sicuro il giorno successivo, area inaccessibile agli inglesi in quanto disseminata di forti costieri. La situazione mutò quando il cutter Nile attaccò una corvetta inglese e la costrinse a portarsi verso Port Navalo ma dovette arrendersi davanti alla HMS Magicienne.
Sul finire del giorno, la Magicienne ebbe l'ordine di avvicinarsi e di far fuoco sulle batterie locali sulla costa. Strachan ordinò al tenente Hannah di portarsi sul posto coi suoi uomini; quando la Nile e la HMS Lurcher si scontrarono, Strachan colse l'occasione per bombardare pesantemente la corvetta nemica mettendola a ferro e fuoco colando a picco con una tremenda esplosione. Nell'operazione gli inglesi persero un marinaio che venne colpito alla testa da un pezzo dell'ancora della nave nemica durante l'esplosione. Sette altri marinai rimasero feriti.
Nel gennaio del 1801, Strachan fu quasi sul punto di morire quando la Captain colpì le rocce presso Ushant con una forza tale che iniziò a imbarcare acqua di quasi 10 cm al minuto, sempre incrementando. I danni furono tali che non si riuscì a svuotare la nave nemmeno con delle pompe. L'11 gennaio giunsero sul posto la HMS Fisgard e la HMS Lord Nelson. La Captain esplose poco dopo che tutto l'equipaggio era stato salvato dalle navi alleate.

#### Il comando dellaDonegal
Nel 1802 Strachan venne nominato comandante della HMS Donegal. A bordo di questa nave, si portò a Gibilterra e gli venne ordinato di seguire la flotta combinata franco-spagnola a Cadice sotto gli ordini di Nelson. Una volta giunto a destinazione, diede la caccia alla fregata spagnola Amfitrite (42 cannoni) nel novembre del 1804. Dopo un inseguimento durato 46 ore, l' Amfitrite venne pesantemente danneggiata e cedette alla Donegal.
La Donegal lanciò in mare una scialuppa per raccogliere il capitano spagnolo che desiderava interloquire col comandante inglese. Sir Richard non parlava spagnolo ed il capitano non parlava inglese, pertanto fu difficile tentare uno scambio di informazioni tra i due. Sir Richard concesse al capitano tre minuti per decidere della sorte della sua nave, ma dopo aver atteso sei minuti senza risposta, decise di aprire il fuoco sulla Amfitrite. Lo scontro durò appena otto minuti e portò alla morte di buona parte della ciurma spagnola, tra cui il capitano che venne colpito da una palla di moschetto. L’Amfitrite si arrese e poi venne inclusa nella Royal Navy col nome di HMS Amfitrite. La Donegal condusse poi un'ulteriore conquista a Cadice, un vascello spagnolo con un carico a bordo del valore di 200.000 sterline.

### Dopo Trafalgar

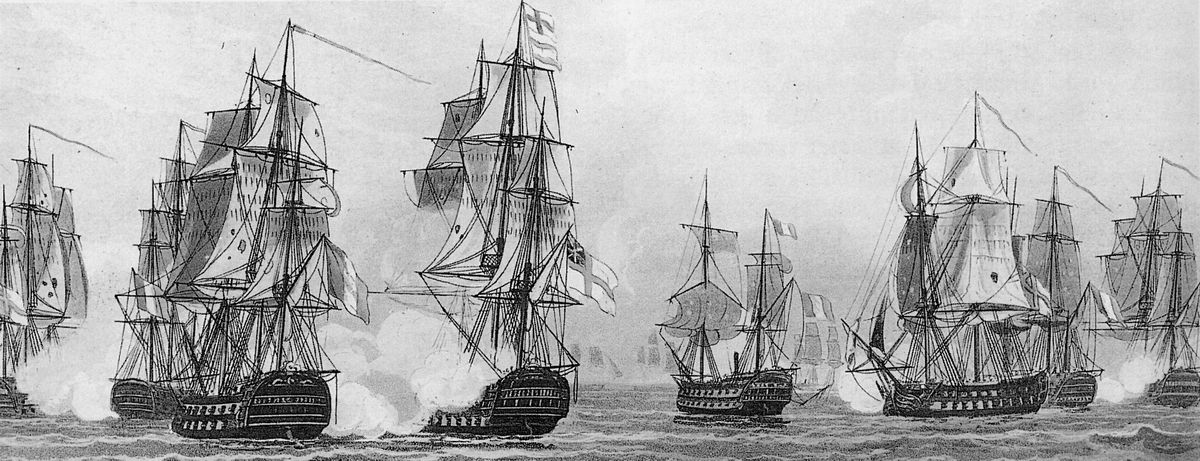
La Battaglia di Cabo Ortegal. Strachan completa la distruzione della flotta francese

Il 23 aprile 1804 Strachan venne creato colonnello dei Royal Marines, e fece ritorno in Inghilterra a bordo della HMS Renown. Al suo arrivo venne immediatamente imbarcato sulla HMS Caesar e posto al comando di uno squadrone distaccato che includeva tre navi di linea e quattro fregate presso la Baia di Biscaglia. Salpando al largo di Capo Finistere il 2 novembre 1805, lo squadrone incontrò quattro navi francesi che erano fuggite dalla Battaglia di Trafalgar al comando di Rear-Admiral Dumanoir le Pelley. Sir Richard le inseguì e battagliò con loro il 4 novembre. Dopo un breve scontro, noto come Battaglia di Cabo Ortegal le catturò tutte, completando così la distruzione della flotta francese. Strachan venne promosso al rango di contrammiraglio il 9 novembre 1805. Quando, il 28 gennaio 1806, il parlamento inglese fece pervenire le sue congratulazioni a quanti avevano combattuto a Trafalgar, Strachan ed il suo comando vennero inclusi ad honorem nel novero di quegli uomini. Egli inoltre (con speciale decreto del parlamento) ottenne una pensione di 1000 sterline annue. Il 29 gennaio venne creato Cavaliere Compagno dell'Ordine del Bagno, e la Città di Londra gli concesse la cittadinanza onoraria, concedendogli anche una spada d'onore.

### Gli ultimi anni di servizio
Strachan tornò ben presto in servizio, venendo destinato già dal 1806 alla ricerca di uno squadrone francese salpato alla volta dell'America. Dopo essersi dedicato alle ricerche per qualche tempo, decise di fare ritorno a Rochefort. Una spessa nebbia ad ogni modo chiudeva il porto ne gennaio del 1808, e questo permise ai francesi di sfuggire dal Mediterraneo indisturbati. Strachan diede la caccia a queste navi unendosi alle forze dell'ammiraglio Collingwood, ma i francesi riuscirono a giungere sani e salvi a Tolone. Strachan ottenne di ritornare a casa dove, nel 1809, venne nominato Comandante in Capo del Nord incaricato della salvaguardia della costa olandese.
Il 9 giugno 1809, venne nominato comandante di una spedizione di 264 navi da guerra e 352 trasporti con 44.000 uomini da destinare all'isola di Walcheren per distruggere l'arsenale francese presso lo Scheldt. Strachan non era adatto a quella posizione, mancando sia di esperienza che di temperamento per un'operazione così complessa. Inoltre le sue relazioni col comandante dell'armata di terra, lord Chatham, iniziarono ben presto a peggiorare per le reciproche ambizioni e l'ambiziosa Spedizione di Walcheren finì per essere abbandonata, avendo ottenuto solo la cattura di Vlissingen, nei Paesi Bassi. Chatham presentò le sue memorie personali sull'operazione a re Giorgio III del Regno Unito nel 1810, accusando Strachan del fallimento della spedizione. Strachan si difese dichiarando che le navi avevano fatto tutto quanto richiesto loro. Divenne ad ogni modo il capro espiatorio di questo fallimento e non ottenne più altre assegnazioni di comando.

### Gli ultimi anni e la morte
Malgrado queste controversie, venne promosso per anzianità Rear-Admiral of the Red il 25 ottobre 1809, e poi Vice-Admiral of the Blue il 31 luglio 1810, poi Vice-Admiral of the White il 12 agosto 1812, poi Vice-Admiral of the Red il 4 giugno 1814, ed infine Admiral of the White il 19 luglio 1821. Dopo la sconfitta di Napoleone e la sua temporanea incarcerazione a bordo della HMS Bellerophon nel 1815, Strachan volle incontrarlo per sapere chi aveva combattuto sino a quel momento, ma Napoleone stesso doveva averlo in grande stima seppur ufficiale nemico. Così riportò nel suo diario:

Giovedì lui (Napoleone Bonaparte) gratificò gli spettatori con la sua presenza sovente dapprima a poppa e poi a prua, occasioni di cui erano curiosi e gratificati gli ufficiali francesi quanto quelli inglesi. Quando uno dei suo ufficiali gli disse che Sir Richard Strachan era tra questi, il Bonaparte subito guardò verso il suo cappello e gli fece un gran sorriso.
Sir Richard Strachan morì nella sua casa a Bryanston Square, Londra, il 3 febbraio 1828. Aveva sposato Louisa Dillon, marchesa di Salsa, nel 1812, ed insieme avevano avuto solo tre figlie femmine.
- Mathilda Frances Strachan (1814-1899)

∞ conte Anton Maria Berchtold, barone v und zu Ungarschitz, Fratting u Pullitz (1796-1875)
- Charlotte Leopoldine Strachan (1815-1851)

∞ conte Emanuel Zichy-Ferraris de Zich, et Vásonkeö (1808-1877)
- Sarah Louisa Strachan (1818-1881)

∞ Don Vincenzo Ruffo, XII duca di Bagnara (1801-1880)

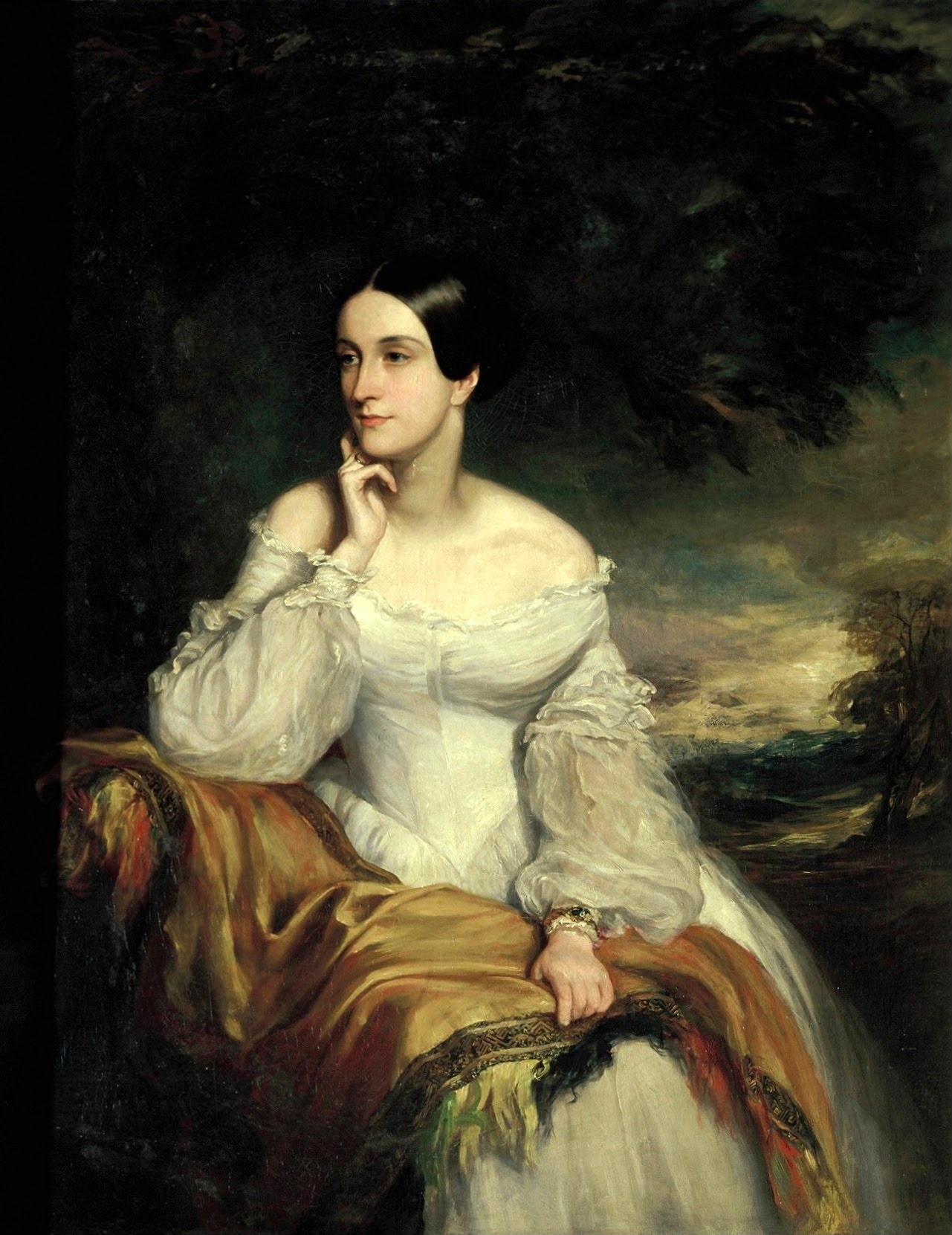
La figlia maggiore Charlotte
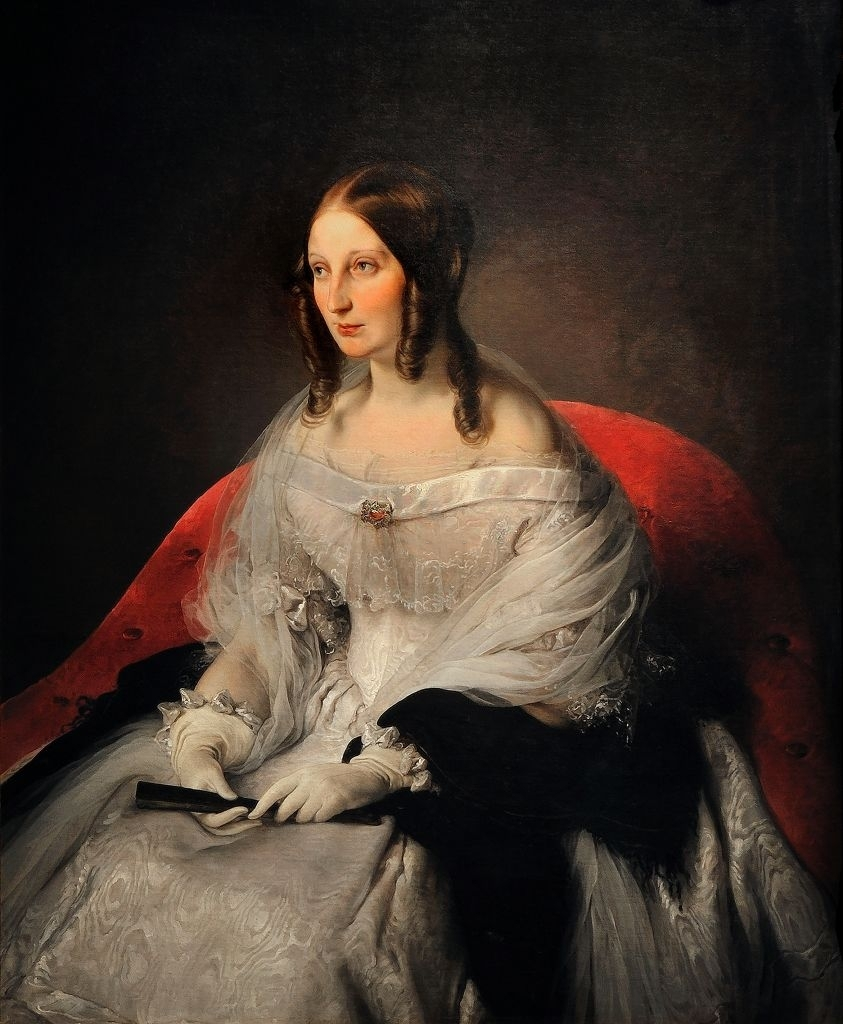
La figlia minore, Sarah Louise Strachan, principessa di Sant’Antimo ritratta da Francesco Hayez

Il titolo di baronetto si estinse alla sua morte.

## Memoria storica
Strachan divenne famoso nel corso della sua carriera per il suo temperamento ingovernabile e per le violente sbottate. Questo probabilmente gli guadagnò il soprannome di Mad Dick (Dick il pazzo) tra i suoi uomini, ma rimase comunque estremamente popolare come comandante militare. Il capitano Graham Moore, fratello di Sir John Moore, lo descrisse come 
uno dei nostri in servizio di cui ho la più alta stima. So che non ha eguali tra gli ammiragli, a parte Pellew, per abilità, e nessuno ha più zelo e galanteria di lui.

Malgrado il fallimento finale della sua carriera, sempre Moore dichiarò
Sarebbe mio desiderio servire sotto Strachan, perché so che è estremamente coraggioso e pieno di zelo e di ardore, e nel contempo è un ottimo marinaio, impetuoso ed irregolare, ma possiede doti rare di sagacia e forza.